# Peștera (localidad)
Peștera es una localidad rumana de la comuna homónima, en el condado de Constanța.

## Historia
Hacia finales del siglo XIX, la localidad, que ya por entonces pertenecía al condado de Constanța, formaba parte de la comuna de Mamut-Cuiusu.
En la segunda mitad del siglo XX la localidad había pasado a formar parte de la comuna homónima de Peștera. En el censo de 2021 la localidad tenía una población de 1662 habitantes.